# Diana Sârcu
Diana Sârcu (* 24. Juni 1976 in Chișinău) ist eine moldauisch-rumänische Juristin. Sie ist seit 2021 Richterin am Europäischen Gerichtshof für Menschenrechte (EGMR).

## Leben und Wirken
Sârcu erwarb nach dem Abschluss ihres Studiums der Rechtswissenschaften 1998 an der Staats-Universität Moldau im Jahr 2000 dort auch den Titel Master of Laws. In der Folge arbeitete sie dort als Dozentin für internationales und Außenwirtschaftsrecht. Ab 2002 war sie in verschiedenen Positionen im moldauischen Justizministerium tätig. 2003 wurde sie von der Staats-Universität Moldau in internationalem öffentlichen Recht zur Dr. iur. promoviert. Von 2005 bis 2012 war Sârcu Mitglied im Komitee für rechtliche Zusammenarbeit des Europarats. Von 2006 bis 2020 war sie als Assistenzprofessorin für internationales und Außenwirtschaftsrecht an der Staats-Universität Moldau tätig. Seit 2015 ist sie Direktorin des moldauischen Instituts der Justiz und unterrichtet über die Europäische Menschenrechtskonvention und die Rechtsprechung des EGMR. 2014 schloss sie ihre Habilitation ab. Seit 2020 hat sie einen ordentlichen Lehrstuhl an der Staats-Universität Moldau inne.
Im September 2021 wurde sie, damals unter dem Familiennamen Scobioală, als Nachfolgerin von Valeriu Grițco als Vertreterin Moldaus zur Richterin am Europäischen Gerichtshof für Menschenrechte gewählt. Sie trat ihre voraussichtlich bis 2030 dauernde Amtszeit am 6. Dezember 2021 an.